# Cochranella ocellata
Cochranella ocellata är en groddjursart som först beskrevs av George Albert Boulenger 1918.  Cochranella ocellata ingår i släktet Cochranella och familjen glasgrodor. Inga underarter finns listade i Catalogue of Life.